# Dunstanburgh Castle
Dunstanburgh Castle ist eine Festung aus dem 14. Jahrhundert an der Küste der englischen Grafschaft Northumberland zwischen den Ortschaften Craster und Embleton.

## Das Castle
Die Burg ließ Earl Thomas of Lancaster zwischen 1313 und 1322 errichten, wobei er die gut zu verteidigende Lage des Anwesens und bereits existierende Erdwälle einer Wallburg aus der Eisenzeit ausnutzte. Thomas war einer der Führer einer adligen Partei, die gegen König Eduard II. opponierte und wollte vermutlich Dunstanburgh Castle als sicheren Rückzugsort nutzen, für den Fall, dass die politische Lage im südlichen England sich verschlechtern würde. Die Burg diente auch als Zeichen für den Reichtum und den Einfluss des Earls und lud zu Vergleichen mit dem benachbarten königlichen Bamburgh Castle ein. Thomas besuchte seine neue Burg vermutlich nur einmal, bevor er in der Schlacht bei Boroughbridge gefangen genommen wurde, nachdem er versucht hatte, den königlichen Truppen in die Sicherheit seiner Burg zu entfliehen. Thomas wurde hingerichtet und die Burg wurde Eigentum der Krone. Später fiel sie an das Herzogtum Lancaster.
In den 1380er-Jahren wurden die Verteidigungsanlagen von Dunstanburgh durch John of Gaunt, den Duke of Lancaster, im Lichte der Bedrohung aus Schottland und des Bauernaufstandes von 1381 ausgebaut. Die Burg wurde im 15. Jahrhundert von der Krone unterhalten und bildete während der Rosenkriege ein Bollwerk in dieser strategisch wichtigen Nordregion, wobei der Besitz an ihr mehrfach zwischen den rivalisierenden Parteien des Hauses Lancaster und des Hauses York wechselte. Die Festung erholte sich nie mehr von den Belagerungen dieser Zeit und im 16. Jahrhundert beschrieb der Lord Warden of the Scottish Marches sie als einem „wundervoll großartigen Verfall“ preisgegeben. Als die Grenze nach Schottland sich stabilisierte, nahm der militärische Nutzen der Burg stetig ab und König Jakob I. verkaufte schließlich das Anwesen 1604 in private Hände. Anschließend gehörte Dunstanburgh Castle mehrere Jahrhunderte lang der Familie Grey. Die zunehmend verfallende Burg wurde ein beliebtes Objekt für Maler, wie z. B. Thomas Girtin oder William Turner. 1808 schrieb Matthew Gregory Lewis auch ein Gedicht über sie.
In den 1920er-Jahren konnte sich der damalige Eigner, Sir Arthur Sutherland, die Unterhaltung der Burg nicht mehr länger leisten und übertrug sie 1930 an den Staat. Als 1939 der Zweite Weltkrieg ausbrach, unternahm man Anstrengungen, die Küste Northumberlands gegen eine mögliche deutsche Invasion zu verteidigen. Die Burg diente als Beobachtungsposten und wurde wieder mit Gräben, Stacheldraht, Pillboxen und einem Minenfeld befestigt. Der Dunstanburgh Castle Golf Course entstand um 1900 auf dem Anwesen und wurde 1922 von Sutherland erweitert. Heute gehört die Burg dem National Trust und wird von English Heritage verwaltet. Die Ruinen gelten nach dem Recht des Vereinigten Königreiches als historische Gebäude I. Grades, sind Teil einer Site of Special Scientific Interest und bilden eine wichtige natürliche Umgebung für Vögel und Amphibien.
Dunstanburgh Castle wurde inmitten einer gestalteten mittelalterlichen Landschaft errichtet und ist von drei künstlichen Seen umgeben, die Meres genannt werden und eine Fläche von 4,25 Hektar bedecken. Die Kurtinen umschließen eine Fläche von 9,96 Hektar und machen Dunstanburgh Castle zu größten Burg in Northumberland. Der am besten sichtbare Teil der Burg ist das Große Torhaus, eine massive, dreistöckige Befestigung, die von den Historikern Alastair Oswald und Jeremy Ashbee als „eines der imposantesten Bauwerke in einer englischen Burg“ angesehen wird. Mehrere rechteckige Türme schützen die Burgmauer, z. B. der Lilburn Tower, der in Richtung Bamburgh Castle zeigt, und der Egyncleugh Tower, der oberhalb von Queen Margaret's Cove sitzt. Drei Komplexe von Gebäuden im Inneren der Burg – heute nur noch Ruinen – dienten einst dem Haushalt des Earls, dem Haushalt des Konstablers der Burg und dem Betrieb des umgebenden Anwesens. Ein Hafen entstand im Südosten der Burg, von dem heute nur noch ein Steinkai erhalten ist.

## Geschichte

### Frühzeit – 13. Jahrhundert
Das Gelände des späteren Dunstanburgh Castle im Nordosten von Northumberland wurde vermutlich erstmals in prähistorischer Zeit besiedelt. Ein Promontory Fort mit einer Wehr aus Erdwällen entstand am selben Ort zum Ende der Eisenzeit hin und war vermutlich vom 3. Jahrhundert v. Chr. bis in die römische Zeit hinein besetzt. Im 14. Jahrhundert waren die Wehrwälle längst aufgegeben und das Land wurde als Kulturboden genutzt. Dunstanburgh war Teil der Gemeinde Embleton, einem Dorf, das landeinwärts, westlich der Burg, liegt und dem Earl of Lancaster gehörte.
Der Ursprung und die früheste Verwendung des Namens „Dunstanbrugh“ sind ungeklärt. Versionen des Namens, „Dunsanesburghe“ und „Donstanburgh“ waren aber in der Zeit des Baus der Burg in Gebrauch. Der Name „Dunstanburgh“ könnte eine Kombination des örtlichen Dorfnamens „Dunstan“ und dem altenglischen Wort „Burh“ sein, das Festung bedeutet.

### Anfang des 14. Jahrhunderts

#### Bau

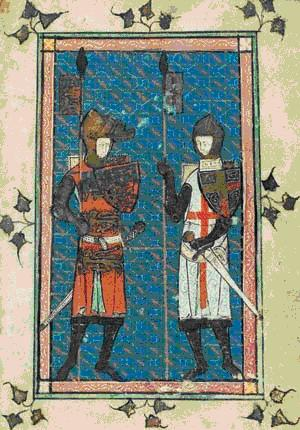
Zeichnung aus dem Manuskript von Thomas of Lancaster (links) mit dem Heiligen Georg

Thomas of Lancaster ließ Dunstanburgh Castle zwischen 1313 und 1322 bauen. Er war ein immens mächtiger englischer Baron, der zweitreichste Mann in England nach dem König, und nannte große Ländereien im ganzen Königreich sein Eigen. Er unterhielt turbulente Beziehungen mit seinem Vetter, dem König Eduard II., und war einer der Rädelsführer bei der Gefangennahme und der Hinrichtung von Eduards Günstling Piers Gaveston 1312.
Der genaue Grund, aus dem Thomas of Lancaster Dunstanburgh Castle bauen ließ, ist unbekannt. Zwar befindet sich die Burg an einer Stelle, die leicht verteidigt werden kann, aber sie liegt doch ziemlich weit entfernt von irgendwelchen Siedlungen oder anderen Orten von strategischem Wert. Thomas of Lancaster besaß zwar einige Ländereien in Northumberland, aber diese waren unwichtig im Vergleich zu seinen anderen Besitzungen in den Midlands oder Yorkshire, und bis 1313 schenkte er ihnen wenig Beachtung.
In den Jahren nach Gavestons Tod aber schien ein Bürgerkrieg nie weit weg zu sein und man glaubt derzeit, dass Thomas vermutlich einen Rückzugsort schaffen wollte, der in sicherer Entfernung von Eduards Truppen im Süden lag. Er hoffte auch, ein prominentes Statussymbol zu errichten, das seinen Reichtum und seinen Einfluss aufzeigte und den des Königs herausforderte. Er könnte vielleicht auch gehofft haben, eine geplante Stadt bei der Burg zu gründen und die Bevölkerung von Embleton dorthin umzusiedeln.
Die Bauarbeiten an der Burg hatten im Mai 1313 begonnen. Die Arbeiter begannen mit dem Ausheben des Burggrabens und dem Bau der Gebäude im Inneren der Burg. Ein Teil der äußeren Mauer mag von Arbeitern aus Embleton als Teil ihrer feudalen Pflichten gegenüber Thomas gebaut worden sein. Die Arbeiten wurden vom Baumeister „Master Elias“ geleitet, vermutlich Elias de Burton, der vorher beim Bau des Conwy Castle in Nordwales mitgewirkt hatte. Eisen, Kohle aus Newcastle und skandinavisches Holz wurden für dieses Projekt angeliefert. Ende des Jahres waren £ 184 ausgegeben und die Arbeiten wurden noch etliche Jahre fortgeführt. Eine Lizenz zum Bau einer Befestigung erließ Eduard II. 1316 und ein Konstabler für die Burg wurde 1319 berufen, dessen Aufgaben in der Verteidigung der Burg und der beiden Grundherrschaften von Embleton und Stamford bestand. 1322 war die Burg vermutlich fertig.
Die so erhaltene Burg war riesig, auf der einen Seite durch Klippen geschützt und auf den anderen Seiten von einer Steinkurtine, einem massiven Torhaus und sechs Türmen umgeben. Ein Hafen wurde an der Südseite der Burg angelegt, damit man diese auch von See aus erreichen konnte. Northumbria war damals eine gesetzlose Gegend und litt unter dem Unwesen von Dieben und „Schalvaldours“, einer Art von Grenzbriganten, von denen viele aus dem Haushalt Eduards II. stammten. Der Hafen stellte somit wohl eine sicherere Art dar, die Burg zu erreichen, als es der Landweg war.

#### Verlust

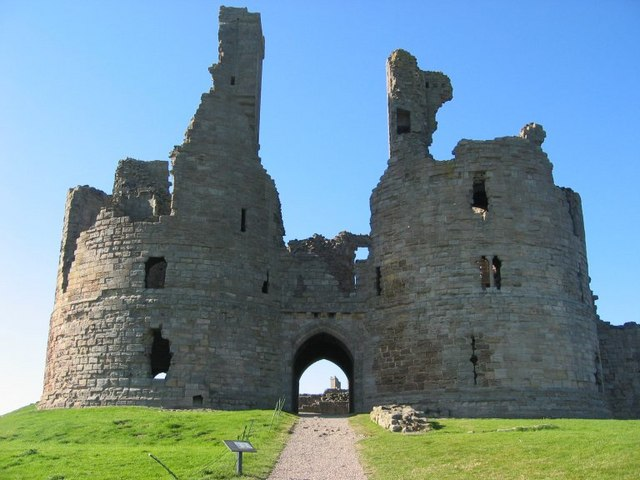
Das große Torhaus von Dunstanburgh Castle (oben) wurde durch das von Harlech Castle in Nordwales (unten) inspiriert.

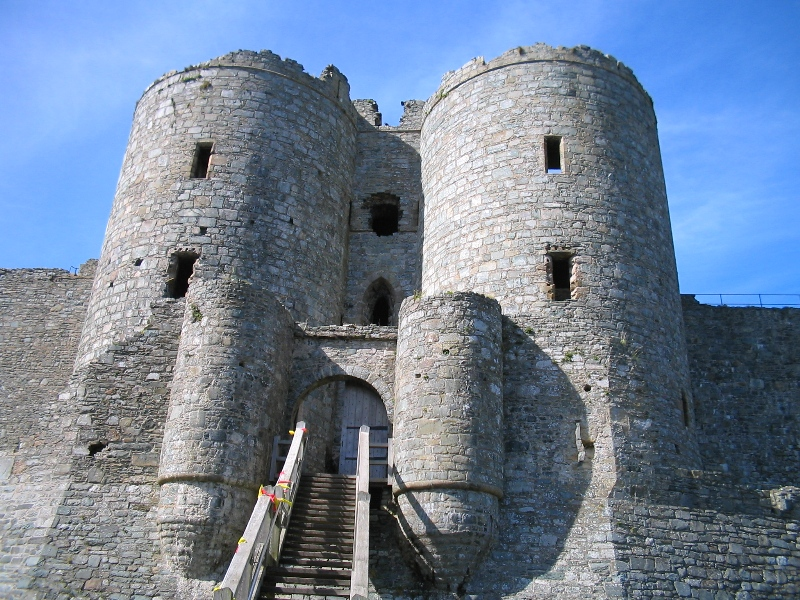

Thomas of Lancaster machte von der Burg wenig Gebrauch; sein einziger Besuch mag 1319 stattgefunden haben, als er sich auf dem Weg nach Norden befand, um sich dem Feldzug des Königs nach Schottland anzuschließen. Im Jahre 1321 brach dann ein Bürgerkrieg zwischen König Eduard und seinen Feinden unter den Baronen aus. Nach anfänglichen Erfolgen der königlichen Truppen floh Thomas 1322 aus dem Süden Englands nach Dunstanburgh, wurde dabei aber von Sir Andrew Harclay gestellt, woraus die Schlacht von Boroughbridge resultierte, in der Thomas gefangen genommen und später hingerichtet wurde.
Die Burg geriet unter königliche Kontrolle und Eduard sah sie als nützliche Festung zum Schutz gegen Bedrohungen aus Schottland an. Anfangs wurde die Burg von Robert de Emeldon, einem Kaufmann aus Newcastle, verwaltet und durch eine Garnison von 40 bewaffneten Männern und 40 leichten Reitern geschützt. Roger Maduit, ein politisch rehabilitiertes, früheres Mitglied in Thomas’ Armee, wurde zum Konstabler ernannt. Ihm folgte 1323 Sir John de Lilburn, ein „Schavaldour“ aus Northumberland, der wiederum durch Roger Heron ersetzt wurde.
Maduit und die Garnison der Burg nahmen an der 1322 an der Schlacht bei Byland teil. Die Garnison wurde anschließend auf 130 Mann aufgestockt, vornehmlich leichte Reiter, und nahm eine Schlüsselrolle in der nördlichen Verteidigungslinie gegen die Schotten ein. 1326 wurde die Burg an Thomas’ Bruder Henry of Lancaster zurückgegeben; Lilburn kehrte als Konstabler zurück. In den nächsten Jahrzehnten diente die Burg weiterhin der Abwehr schottischer Invasionen.

### Ende des 14. Jahrhunderts

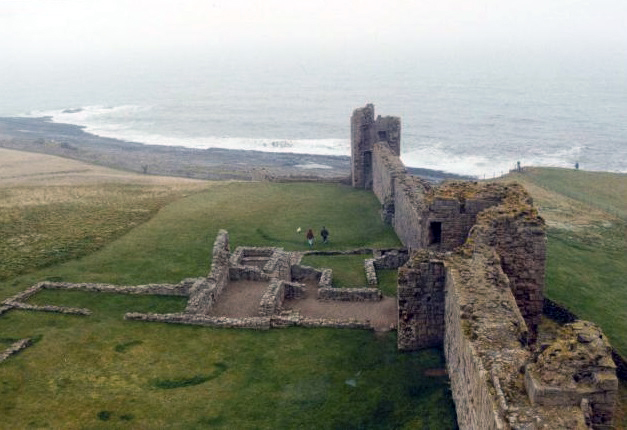
Die Überreste des Konstablerhauses und eines Gebäudekomplexes (links) sowie Konstablerturm (rechts)

Durch Heirat mit Henry of Lancasters Enkelin Blanche erlangte John of Gaunt 1362 das Eigentum an Dunstanburgh Castle. Gaunt war der dritte überlebende Sohn von König Eduard III. und als Duke of Lancaster einer der reichsten Leute seiner Generation. Er wurde Lieutenant of the Scottish Marshes und besuchte seine Burg 1380.
Dunstanburgh Castle war kein vorrangiges strategisches Ziel für den schottischen Angriff, da es weit weg von den Hauptrouten durch die Region lag, war aber während der schottischen Kriege stets gut mit einer Garnison bestückt. Die umgebende Grundherrschaft Embleton musste dennoch unter schottischen Ausfällen leiden und Gaunt machte sich Sorgen um den Zustand der Befestigungen der Burg. Er ordnete den Bau zusätzlicher Befestigungen um das Torhaus an. Teile des die Burg umgebenden Landes wurde damals wohl der landwirtschaftlichen Nutzung zugeführt, entweder, um die wachsende Garnison zu ernähren, oder, um das Getreide gegen schottische Angriffe zu schützen.
1381 brach ein Bauernaufstand in England aus. Gaunt wurde von den Rebellen als besonders verhasstes Mitglied der Verwaltung ausgemacht. In der frühen Phase der Revolte fand er sich im Norden Englands gestrandet, befand Dunstanburgh Castle aber für nicht ausreichend gesichert, um dort Zuflucht zu suchen. Er war daher gezwungen, sich Alnwick Castle zuzuwenden, wo man ihn aber nicht einließ, weil man befürchtete, seine Anwesenheit würde die Rebellen zu einem Angriff veranlassen.
Diese Erfahrung bestärkte Gaunt darin, die Befestigungen in Dunstanburgh Castle die nächsten beiden Jahre weiter auszubauen. Die umfangreichen Arbeiten wurden unter der Leitung des Konstablers Thomas of Ilderton vom Baumeister Henry of Holme durchgeführt, so auch das Zumauern des Eingangs in das Torhaus, um dieses in einen Donjon zu verwandeln. 1384 griff die schottische Armee die Burg an, verfügte aber nicht über die Mittel für eine Belagerung und konnte die Befestigungen nicht einnehmen. Gaunt verlor das Interesse an dem Anwesen, nachdem er seine Rolle als Lieutenant of the Scottish Marshes aufgegeben hatte. Dunstanburgh Castle blieb ein Teil des Herzogtums Lancaster, aber dieses Herzogtum wurde von der Krone annektiert, als Gaunts Sohn, Heinrich IV. 1399 auf den Thron von England kam.

### 15. und 16. Jahrhundert

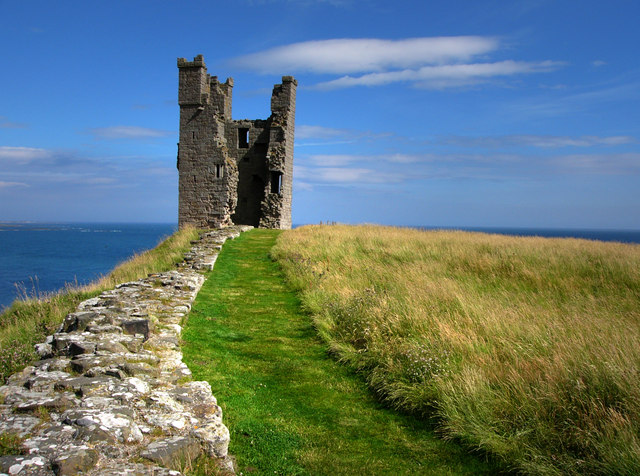
Lilburn Tower vom Rand der Vorburg aus

Die schottische Bedrohung hielt weiter an und 1402 nahm der Konstabler von Dunstanburgh Castle, vermutlich in Begleitung seiner Garnison, an der Schlacht am Humbleton Hill teil. Heinrich VI. erbte den Thron 1422 und in den nächsten Jahrzehnten wurden zahlreiche Reparaturen an den Gebäuden und den äußeren Wehren der Burg durchgeführt, die verfallen waren. Die Rosenkriege, ein dynastischer Konflikt zwischen dem Haus Lancaster und dem Haus York, brachen Mitte des 15. Jahrhunderts aus. Die Burg war zunächst von den Anhängern des Hauses Lancaster besetzt und der Konstabler, Sir Ralph Babthorpe, starb in der Schlacht von St. Albans 1455, als er für Heinrich VI., also auf der Seite des Hauses Lancaster, kämpfte.
Die Burg bildete einen Teil einer Reihe von Befestigungen zum Schutz der östlichen Route nach Schottland und 1461 versuchte König Eduard IV., den Würgegriff, in dem die Lancasterianer die Region hielten, zu lösen. Sir Ralph Percy, einer der vereinigten Konstabler, verteidigte die Burg bis zum September 1461, musste sich aber schließlich den Anhängern des Hauses York ergeben. 1462 fiel die Gattin Heinrichs VI., Margaret von Anjou, mit französischen Truppen in England ein und landete in Bamburgh. Percy wechselte daraufhin die Seiten und erklärte sich selbst zum Lancasterianer.

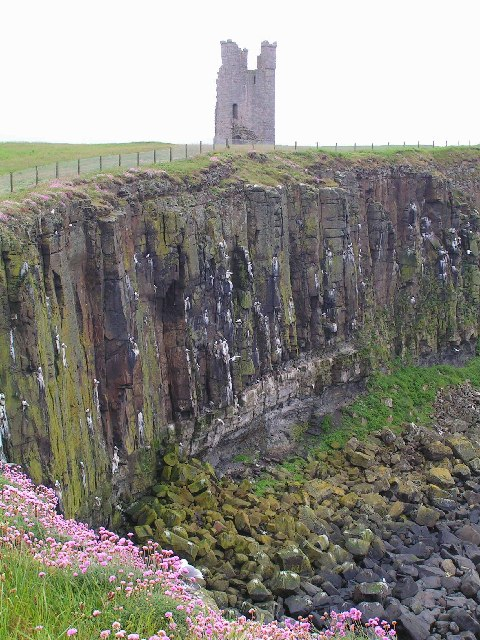
Die Gull-Crag-Klippen und der Lilburn Tower

Eine weitere Armee des Hauses York wurde im November unter dem vereinten Kommando des Earls of Warwick und des Earls of Worcester sowie Ralph Grey nach Norden geschickt. Sie belagerte die Burg, die sich ihr Weihnachten ergab. Percy blieb als Teil der Versuche Eduards IV. zur Befriedung in seinem Amt in Dunstanburgh, wechselte aber im darauffolgenden Jahr erneut die Seiten, wodurch die Burg zurück an die Lancasterianer fiel. Percy starb in der Schlacht von Hedgeley Moor 1464 und der Earl of Warwick eroberte die Burg im Juni desselben Jahres nach einer kurzen Belagerung zurück.
Die Burg wurde während der Kriege vermutlich beschädigt, aber bis auf kleinere Reparaturen 1470 wurde kein Geld für die Instandsetzung ausgegeben, sodass die Burg verfiel. Noch 1470 diente sie als Operationsbasis für Piraten und in den 1520er-Jahren wurde ihr Bleidach geraubt und beim Ausbau von Wark-on-Tweed Castle verbaut. Weiteres Blei und Holz aus Dunstanburgh Castle wurde für den Bau der Versammlungshalle in Embleton verwendet. 1538 wurde die Burg in einem Bericht an Heinrich VIII. als „sehr ruinöses Haus und von geringer Stärke“ bezeichnet und man berichtete, dass nur noch das Torhaus bewohnbar sei. Sir William Ellerker, des Königs Schatzmeister, ließ einige Arbeiten an den Burgmauern durchführen, aber ein weiterer Bericht von 1543 zeigte, dass sie immer noch in schlechtem Zustand waren.
1550 beschrieb der Lord Warden of the Marches, Sir Robert Bowes, Dunstanburgh Castle als “in wonderful great decaye” (dt.: im Stadium eines wundervollen, großartigen Verfalls). Ein Bericht von 1584 kalkulierte Kosten von £ 1000 für Königin Elisabeth I. zur Wiederherstellung der Burg, meinte aber, dass sie zu weit von schottischen Grenze entfernt sei, als dass eine Reparatur lohnen würde. Alice Craster, eine reiche Witwe, belegte die Burg in den Jahren 1594 bis 1597, wobei sie vermutlich im Torhaus wohnte, dort Reparaturarbeiten ausführte und die umliegenden Felder bestellte. Für den größten Teil des 16. Jahrhunderts erkauften sich örtliche Bauern das Recht, die Vorburg als Viehstall im Falle von schottischen Angriffen zu nutzen, für Sixpence pro Jahr.

### 17. bis 19. Jahrhundert

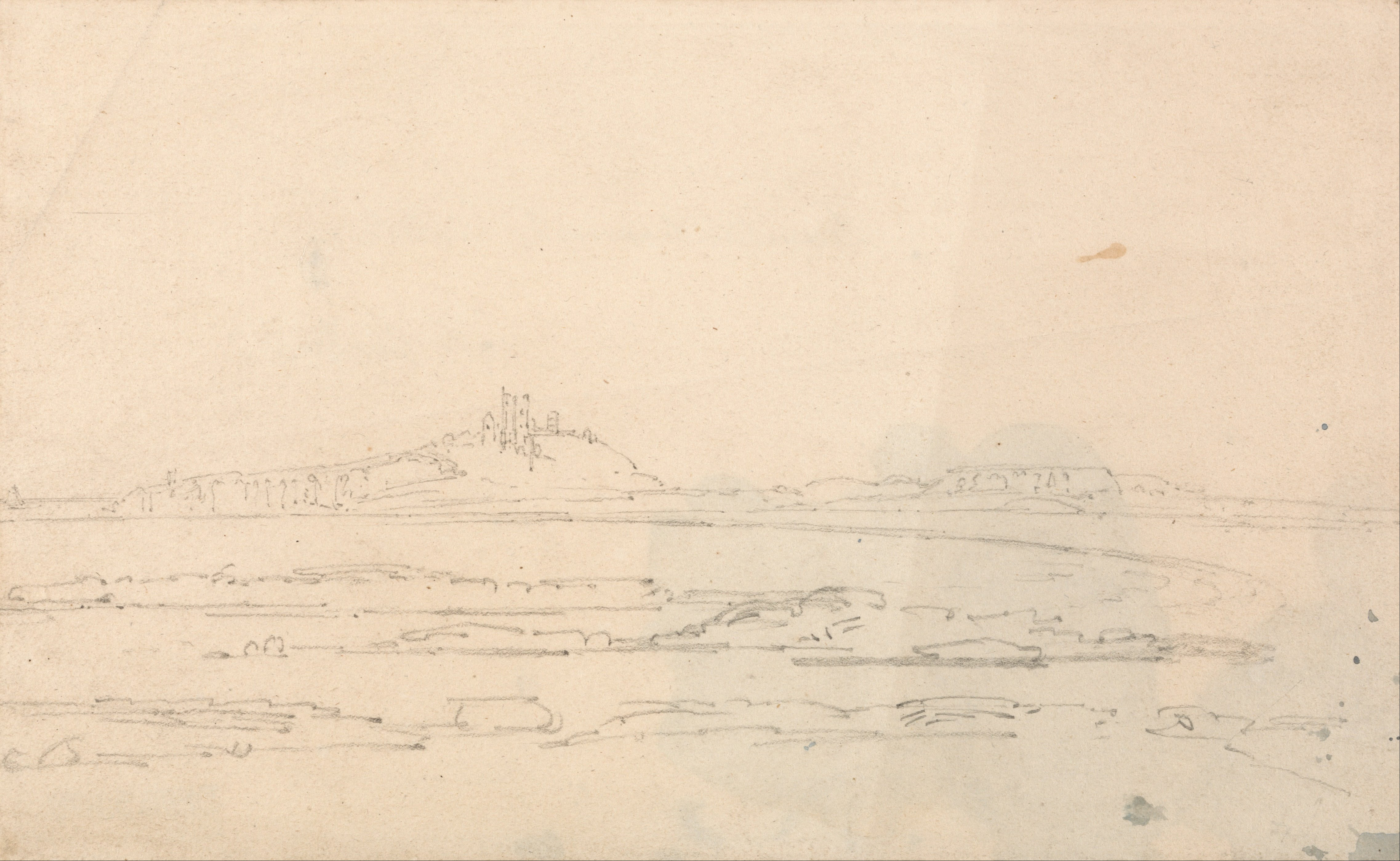
Eine Skizze der Burg von Thomas Girtin (1796)

Im Jahre 1603 machte die Vereinigung der schottischen mit der englischen Krone die Nutzung von Dunstanburgh Castle als königliche Festung überflüssig. Im Folgejahr verkaufte König Jakob I. die Burg an Sir Thomas Windebank, Thomas Billott und William Blake, die sie ein Jahr darauf wiederum an Sir Ralph Grey, einen örtlichen Landbesitzer, weiterverkauften. Ralph Greys Sohn, William Lord Grey, wurde 1625 als Eigentümer der Burg bestätigt.
Die Burg blieb in der Familie Grey und fiel 1704 nach einer gerichtlichen Entscheidung an Lady Mary Greys Familienzweig. Auf den Feldern um Burg und Vorburg wurden Weizen, Gerste und Hafer angebaut. Steine aus den Burgmauern wurden zum Bau anderer Gebäude verwendet. Eine kleine Siedlung namens Nova Scotia entstand um den Hafen der Burg, möglicherweise durch Einwanderer aus Schottland. Im 18. Jahrhundert wurden verschiedene Gravierungen der Burg veröffentlicht, z. B. 1720 eine irgendwie ungenaue Abbildung von Samuel und Nathaniel Buck sowie weitere 1773 von Francis Grose und 1776 von William Hutchinson.

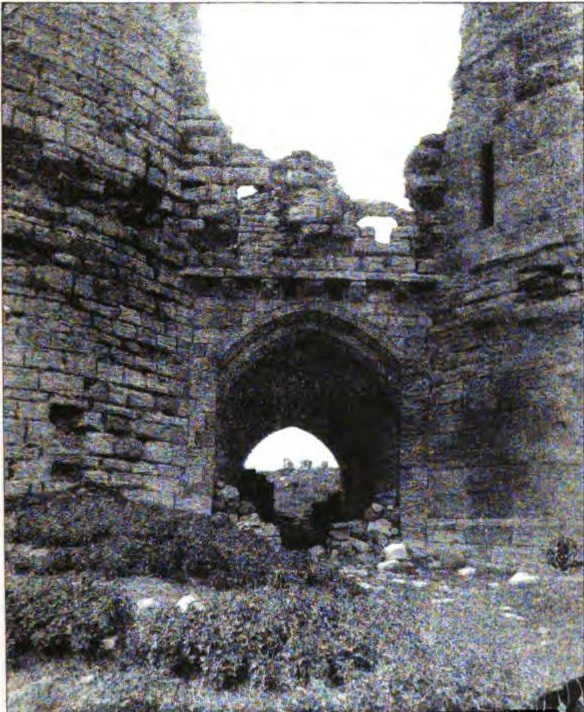
Das große Torhaus 1884 mit dem teilweise blockierten Durchgang

Mary Greys Abkömmlinge, die Earls of Tankerville blieben Eigentümer der Burg, bis der schwer verschuldete Charles Bennet, der 6. Earl of Tankerville, sie 1869 für £ 155.000 an die Treuhänder des Anwesens des verstorbenen Samuel Eyres verkaufte. Anfang des 19. Jahrhunderts gab es einige Versuche der Restaurierung der Burg und 1885 wurde der Durchgang durch das Torhaus verändert und wieder geöffnet. Der Historiker Cadwallader Bates führte in den 1880er-Jahren Untersuchungen an der Burg durch und veröffentlichte 1891 eine umfassende Arbeit darüber. Im Jahre 1893 wurde ein professioneller Plan der Ruinen erstellt. Dennoch äußerte ein Repräsentant des Anwesens 1898 seine Besorgnis über den Zustand der Burg gegenüber der Society of Antiquities in Newcastle upon Tyne. Er wies auf den zum großen Teil schlechten Zustand des Mauerwerks und die Bedeutung der fortgesetzten Unterhaltungsarbeiten des Anwesens hin.
Die Ruinen von Dunstanburgh Castle wurden ab dem Ende des 18. Jahrhunderts ein beliebtes Motiv für Künstler.´ Thomas Girtin reiste durch die Region und malte die Burg. Sein Bild wird dominiert von dem, was Historiker Souren Melikan als „die entfesselten Kräfte der Natur“ mit „wilden Wellen“ und dunklen Wolken, die um die Ruinen wirbeln, bezeichnet. William Turner wurde durch Girtin beeinflusst und, als er die Burg erstmals 1797 malte, konzentrierte er sich auch auf die Darstellung des Windes und der Wellen um die alten Ruinen, um die Burg in ihrer alten Großartigkeit erscheinen zu lassen. Turner bezog sich in Zukunft auf diesen Besuch und malte weitere Werke in Öl, Wasserfarben, als Radierungen oder als Skizzen bis in die 1830er-Jahre, womit er Dunstanburgh Castle zu einer Vorlage für sein Gesamtwerk machte.

### 20. und 21. Jahrhundert

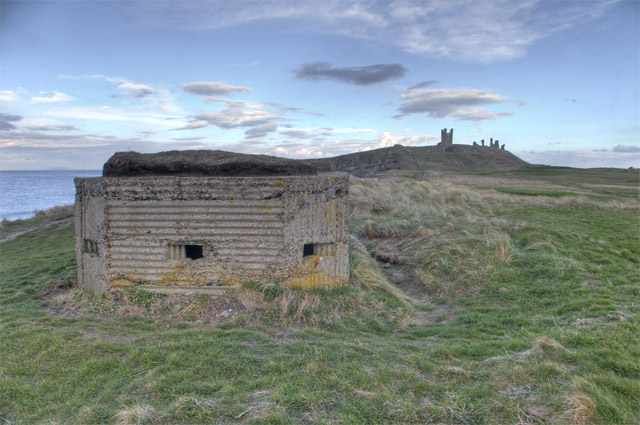
Eine Beton-Pillbox Typ 24 aus dem Zweiten Weltkrieg nördlich der Burg

Im Jahre 1900 entstand ein Golfplatz entlang der Burg und das Anwesen wurde 1919 an Sir Arthur Sutherland, einen reichen Schiffseigner, verkauft. Sutherland eröffnete 1922 einen weiteren Golfplatz auf der Burg, der vom schottischen Golfer James Braid entworfen worden war. Die Erhaltungskosten des Anwesens wurden zu viel für ihn und, nachdem er in den 1920er-Jahren acht Jahre lang Klärungsarbeiten unternommen hatte, unterstellte er die Burg 1930 der Führung durch den Staat, wobei die Commissioners of Work die Verwaltung übernahmen. Archäologische Untersuchungen wurden 1929 als Teil der Klärungsarbeiten von H. Honeyman durchgeführt, wobei weitere Teile des Haupttorhauses entdeckt wurden, und weitere Arbeiten wurden in den 1930er-Jahren von Robert Bosanquet ausgeführt. Walter de Aitchison erstellte Luftaufnahmen für Ordnance Survey.
Kurz nach Ausbruch des Zweiten Weltkrieges wuchs die Angst der britischen Regierung vor einer deutschen Invasion an der Ostküste Englands. Die Buchten unmittelbar im Norden von Dunstanburgh Castle waren lohnende Ziele für feindliche Landungstruppen und so unternahm man 1940 Anstrengungen zu Befestigung der Burg und ihrer Umgebung. Dies war Teil einer größeren Verteidigungslinie, die von Sir Edmund Ironside aufgebaut wurde.
Die Burg selbst wurde mit einer Einheit des Royal Armoured Corps belegt, die als Beobachter fungierten; die Soldaten scheinen sich eher auf die Steinmauern zum Schutz als auf Gräben verlassen zu haben und es wurden nicht, wie woanders üblich, zusätzliche Schießscharten in die Mauern gebrochen. Die umgebenden Strände wurden mit Stacheldraht, Gräben und rechteckigen Gefechtsständen ausgestattet und mit Pillboxes aus Beton nördlich und südlich der Burg zusätzlich bewehrt, die zumindest teilweise vom 1. Bataillon des Essex Regiment angelegt wurden.

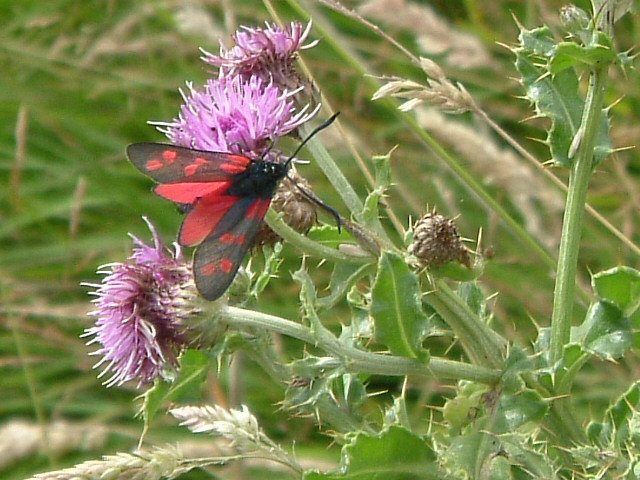
Ein Widderchen im Site of Special Scientific Interest um die Burg

Ein 6 Meter breiter Graben wurde um das nördliche Ende des Burggrabens herum angelegt, um einen Durchbruch von Panzern zu verhindern und ihnen nicht zu ermöglichen, dem Weg an der Burg vorbei nach Süden zu folgen. Außerdem legte man ein 166 m × 46 m großes Minenfeld südwestlich davon an, um Fußsoldaten davon abzuhalten, die Verteidigungslinien der Burg zu umgehen und hinunter nach Craster vorzudringen. Nach Kriegsende wurde der Stacheldraht von italienischen Kriegsgefangenen entfernt, aber die beiden Pillboxes, die Reste des Panzerabwehrgrabens und einige der Gräben und Gefechtsstände gibt es dort noch.
1961 übertrug Arthur Sutherlands Sohn, Sir Ivan Sutherland, das Anwesen an den National Trust. Archäologische Vermessungen wurden 1985, 1986 und 1989 von der University of Durham durchgeführt und von 2003 bis 2006 führten Mitarbeiter von English Heritage umfangreiche archäologische Untersuchungen auf dem 35 Hektar großen Gelände um die Burg aus.
Im 21. Jahrhundert gehören die Überreste der Burg immer noch dem National Trust und werden von English Heritage verwaltet. Das Anwesen ist ein Scheduled Monument und die Ruinen werden nach britischem Recht als historische Gebäude I. Grades geschützt. Sie liegen innerhalb der Area of Outstanding Natural Beauty an der Küste Northumberlands und sind Teil einer Site of Special Scientific Interest, wobei Teile des Anwesens auch eine Special Protection Area (SPA) zur Erhaltung von Wildvögeln bilden. Der National Trust bot Anreize dafür, dass das Land um die Außenbereiche der Burg feucht bleibt, um die Erhaltung von Amphibien- und Vogelarten zu ermöglichen. Die Flächen innerhalb der Burg dürfen nicht beweidet werden, um Vögel zum Nisten zu ermuntern.

## Architektur und Landschaftspark

### Landschaftspark

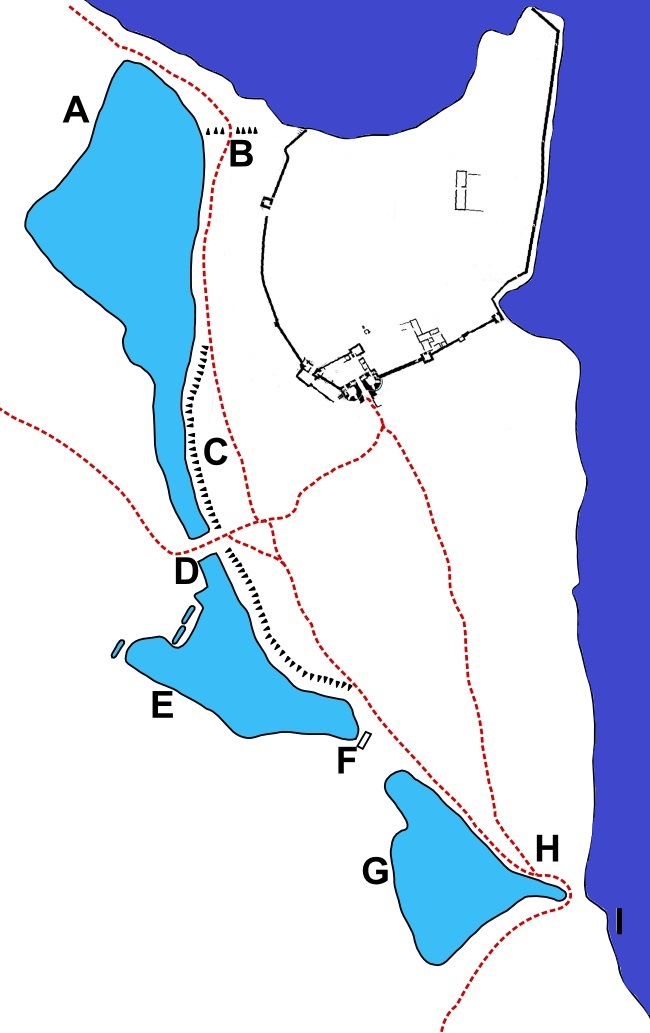
Umgebende Landschaft: A – nördlicher Teich; B – Nordtor; C – östliches Ufer; D – Westtor; E – westlicher Teich und Fischteiche; F – Damm; G – südlicher Teich; H – Südtor; I – Hafen

Dunstanburgh Castle bedeckt eine Landfläche von 27,5 Hektar innerhalb eines 246 Hektar großen Geländes des National Trust an der Küste entlang. Die Burg liegt auf einem herausragenden Vorgebirge, einem Teil des Großen Whin Sill, einer geologischen Formation. An der Südseite der Burg gibt es ein sanftes Gefälle über einen niedrig liegenden feuchten Grund, an der Nordseite jedoch bilden die Gull-Crag-Klippen eine natürliche Barriere mit bis zu 30 Metern Höhe. Die Klippen sind von vielen Rissen unterbrochen, die von Schwächungen des schwarzen Basaltfelsens herrühren, z. B. von bekannten Rumble Churn.
Der Landschaftspark um die Burg wurde im 14. Jahrhundert sorgsam als Rehpark oder Vorland gestaltet und muss ähnlich der um die anderen Burgen aus dieser Zeit ausgesehen haben, z. B. der von Framlingham Castle, Kenilworth Castle, Leeds Castle oder Whittington Castle. Insbesondere Kenilworth Castle war wohl ein Vorbild für Dunstanburgh Castle. Das Gelände um die Burg wurde von drei künstlichen, flachen Teichen namens “Meres” dominiert, die durch die drei Tore im Norden, Westen und Süden zugänglich waren. Die Meres wurden von einer Süßwasserquelle 600 Meter landeinwärts gespeist, die mit diesen durch einen unterirdischen Steinkanal verbunden war. Die Meres waren ursprünglich durch mit Soden ausgeformte Ufer und Gräben verbunden, die heute stark erodiert sind und bis zu 1 Meter hoch waren. Die Hauptroute zur Burg führte vom Dorf Embleton durch das Westtor.
Der nördliche Teich ist 2,25 Hektar groß und ist an seinem Nordende, anschließend an das Nordtor der Burg, mit einem Sodenufer verschlossen. Die südliche Hälfte hat die Form eines 101 Meter langen Grabens, der nachweislich im Mittelalter 5,5 Meter tief war und am Westtor endete. Der nördliche Teil dieses Teiches füllt sich im 21. Jahrhundert gelegentlich und bildet so zeitlich begrenzt einen See, während der grabenförmige Teil üblicherweise ein paar Wasserpfützen enthält. Der westliche Teich bedeckt eine Fläche von 1 Hektar, erstreckt sich vom Westtor weg und ist am Westende mit einem kleinen Steindamm verschlossen. Drei rechteckige Fischteiche wurden entlang des westlichen Teiches angelegt, wobei vermutlich ein Teich zur Aufzucht von Fischen mit frischem Wasser aus dem westlichen Teich gespeist wurde. Ein schützendes Erdufer, vermutlich ursprünglich mit einer Holzpalisade verstärkt, verlief etwa 150 Meter weit auf beiden Seiten des Westtors, wo vermutlich ein Torhaus gebaut wurde. Am südlichen Ende dieses Komplexes künstlicher Seen befand sich der südliche Teich mit 1 Hektar Fläche. Das Südtor befand sich an seiner östlichen Ecke.
Ein Hafen entstand im Südosten der Burg. Er diente anfangs wohl der Anlandung von Baumaterial, später der von älteren Mitgliedern aus dem Haushalt der Burg oder wichtiger Gäste. Alles, was heute noch von diesem Hafen übriggeblieben ist, ist ein 75 Meter langer Kai aus Basaltsteinen. Vermutlich war der Hafen im Mittelalter nicht häufig in Benutzung, weil der nur bei gutem Wetter sicher benutzt werden konnte. Westlich der Burg befindet sich eine spätere Alm, die Überreste der Erdfundamente eines Langhauses. Südlich davon liegt ein weiteres, rechteckiges Erdfundament mit über 1 Meter hohen Wänden. Dies könnten eine Befestigung für die Belagerung im Jahre 1462 gewesen sein. Sollte es sich tatsächlich um eine solche Befestigung handeln, so wäre dies in England ein einzigartiges Überbleibsel aus dieser Zeit.

### Architektur

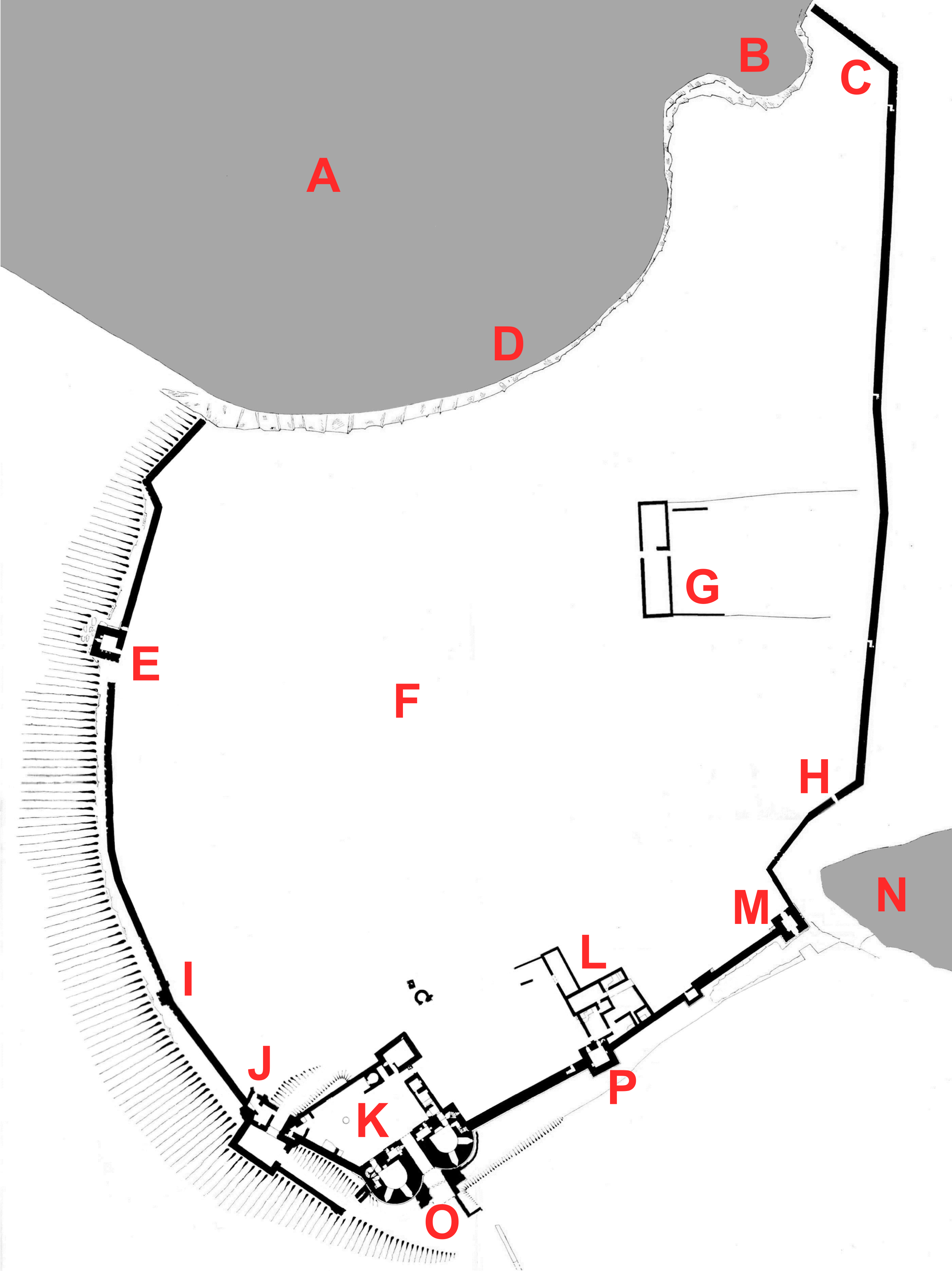
Grundriss der Burg: A – Nordsee; B – Rumbling Churn; C – Torweg zum Castle Point; D – Gull-Crag-Klippen; E – Lilburn Tower; F – Vorburg; G – Bauernhof; H – Hintertür; I – Huggam’s House; J – John of Gaunts Torhaus; K – Kernburg; L – Konstablerhaus; M – Egyncleugh Tower; N – Queen Margaret's Cove; O – Großes Torhaus; P – Konstablerturm

Die Gebäude von Dunstanburgh Castle liegen um die Vorburg der Festung und sind durch eine steinerne Kurtine eingefasst, die eine Fläche von 4,03 Hektar einschließt. Dies macht Dunstanburgh Castle zur größten Burg in Northumberland. Vermutlich ab dem Baubeginn der Burg, sicher aber ab den 1380er-Jahren, bildeten die Gebäude der Burg drei unterscheidbare Komplexe für den Haushalt des Earls, für den des Konstablers und für die Verwaltung der Grundherrschaft von Embleton. Das Innere der Vorburg weist noch heute Zeichen früheren Streifenanbaus aus, was man besonders im Winter sehen kann.
Die südlichen und westlichen Teile der Burgmauer waren ursprünglich mit Werkstein aus dem Sandstein der Gegend verkleidet, wobei der Mauerkern aus Basaltgeröll bestand. Der Sandstein kam hauptsächlich aus dem Steinbruch in Howick. Der Sandstein wurde inzwischen von den westlichen Teilen der Burgmauer entfernt und der Sandstein entlang dem östlichen Ende der Burgmauer gibt den Blick auf kleine Kalksteinblöcke frei, die ursprünglich nur 3,3 Meter hoch mit 1,5 Meter hoher Brüstung verbaut wurden, später aber mit zusätzlichen Basaltblöcken aufgestockt wurden, vermutlich zur Zeit der Rosenkriege. Es ist nicht sicher, ob sich die Kurtine ursprünglich oberhalb der Klippen entlang der Nordseite der Burg fortsetzte.
Wenn man entgegen dem Uhrzeigersinn, von Nordwesten beginnend, um die Kurtine läuft, sieht man als erstes den rechteckigen Lilburn Tower, der über den Embleton Beach steht. Der Turm wurde nach einem frühen Konstabler der Burg, John de Lilburn, benannt, wurde aber vermutlich unter Thomas of Lancaster gebaut; er sollte als Wohnung für hochgestellte Persönlichkeiten dienen, war 18 Meter hoch, quadratisch mit einer Seitenlänge von 9,1 Metern, hatte 1,8 Meter dicke Wände und einen Wachraum für Soldaten im Erdgeschoss. Die rechteckigen Türme von Dunstanburgh Castle wurden nach einer Tradition in Northumberland errichtet und ähneln denen im nahegelegenen Alnwick Castle. Weiter entlang der Kurtine liegen die Überreste eines kleinen Turmes, der nach lokaler Tradition Huggam's House genannt wird. Erdfundamente an der Innenseite der Kurtine nähren die Theorie, dass es einst einen Gebäudekomplex zwischen Lilburn Tower und Huggam's House gegeben hat.
An der Südwestecke der Kurtine liegen die Torhäuser der Burg. Das wichtigste ist das große Torhaus, eine massive, dreistöckige Befestigung mit zwei trommelförmigen Türmen aus Werkstein, ursprünglich 24 Meter hoch. Dieses Torhaus wurde durch die aus der eduardischen Periode in Nordwales, wie z. B. das von Harlech Castle, stark beeinflusst, enthält aber einzigartige Details, wie die Fronttürme, und wird von den Historikern Alastair Oswald und Jeremy Ashbee als „eine der beeindruckendsten Strukturen in einer englischen Burg“ angesehen. In den 1380er-Jahren wurde dieses Torhaus mit einer 9,4 Meter langen Barbakane weiter befestigt, von der heute nur noch die etwa 70 Zentimeter hohen Geröllfundamente erhalten sind.
Der Durchgang durch das Torhaus konnte durch ein Fallgatter, vermutlich aus hölzernen Toren, verschlossen werden. Das Erdgeschoss enthielt zwei Wachräume, je 6,4 Meter breit, und Latrinen. In den Ecken waren Wendeltreppen, die zu den Obergeschossen hinaufführten. Im 1. Obergeschoss gab es gut belichtete Kammern mit offenen Kaminen, vermutlich für die Offiziere der Garnison. Im 2. Obergeschoss befand sich der Rittersaal der Burg, ein Vorzimmer und ein Schlafzimmer, die ursprünglich für Thomas of Lancaster und seine Familie gedacht waren. Vier Türme auf dem bleigedeckten Dach überragten das Torhaus um weitere zwei Stockwerke und gewährten einen guten Überblick über das umgebende Gelände. Diese Konstruktion mag auch die des Torhauses von Heinrich IV. in Lancaster Castle beeinflusst haben.

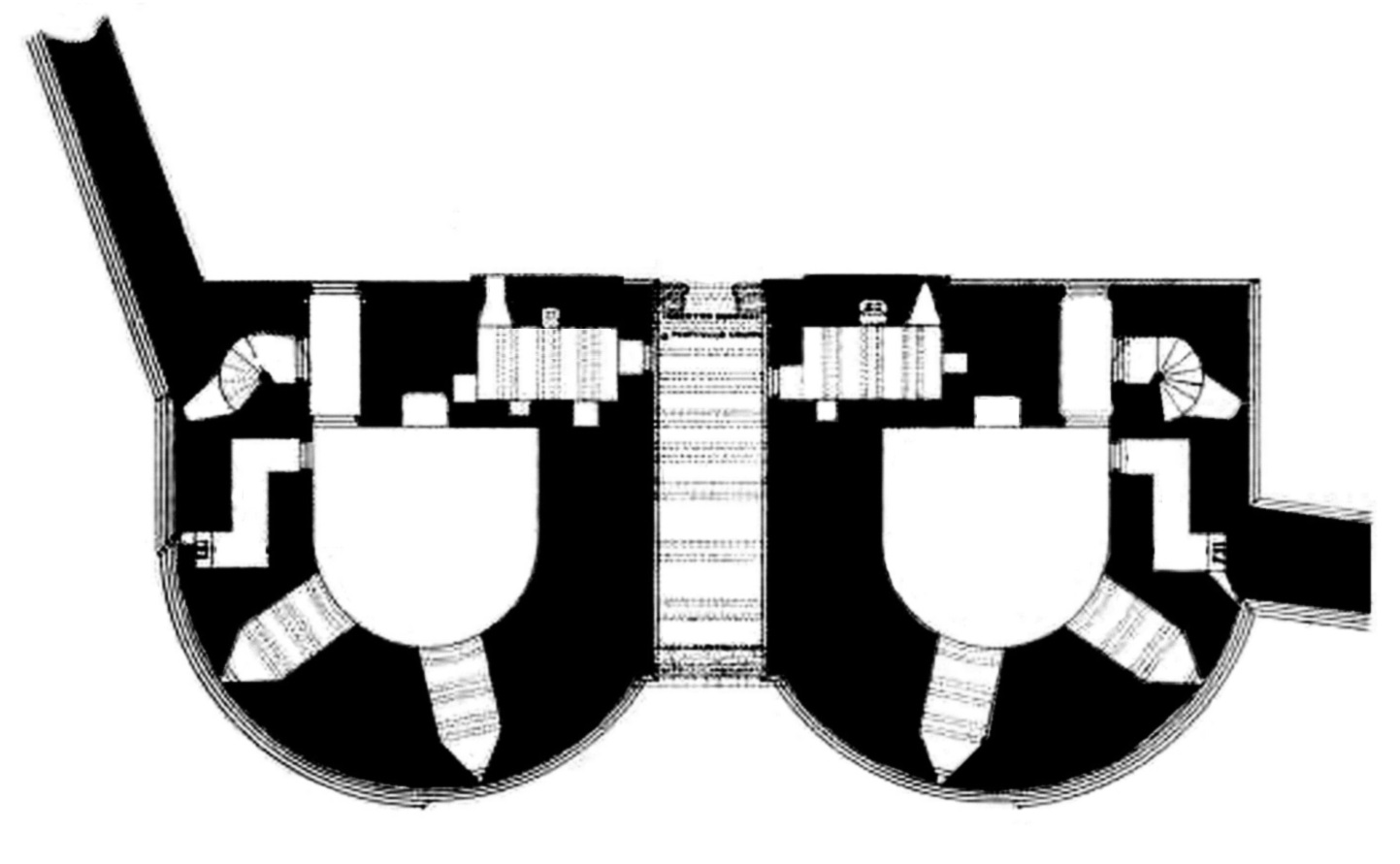
Grundriss des großen Torhauses

Direkt westlich des großen Torhauses befindet sich John of Gaunts Torhaus, ursprünglich zwei oder drei Stockwerke hoch. Bis heute überlebt haben aber nur die Fundamente. Dieses Torhaus ersetzte das große Torhaus als Haupteingang zur Burg und erhielt vermutlich eine Portiersloge, die durch eine Kombination aus einem Fallgatter und einer 25 Meter langen Barbakane geschützt war. Eine 23 Meter × 15 Meter große Kernburg, geschützt durch eine 6 Meter hohe Mantelmauer, wurde in den 1380er-Jahren hinter John of Gaunts Torhaus und dem großen Torhaus errichtet. Dieser Komplex beinhaltete ein gewölbtes, inneres Torhaus mit 9,1 Meter × 9,1 Meter Grundfläche und sechs weitere Gebäude, wie einen Vorraum, eine Küche und ein Backhaus.
Weiter entlang der Südseite der Kurtine liegt der Konstablerturm, ein Turm mit quadratischem Grundriss, der dem Konstabler der Burg eine komfortable Wohnung bot, sogar Steinsitze am Fenster. An der Innenseite der Kurtine befinden sich die Fundamente einer Halle und einer Kammer, die von 1351 als Teil eines etwa 18 Meter mal 18 Meter großen Gebäudekomplexes errichtet wurden, der vom Konstabler und seinem Haushalt genutzt wurde. Westlich des Konstablerturmes befinden sich ein kleines Türmchen, das die obere Mauer überragt – ein unübliches Detail, ähnlich dem im Pickering Castle – und ein Aborterker an der Mauer. Östlich davon liegt ein kleines, längliches Türmchen mit einer einzelnen Kammer, 3,28 Meter × 2,3 Meter groß.
In der Südostecke der Kurtine bietet der Egyncleugh Tower – dessen Name im Dialekt von Northumbria „Adlers Hohlweg“ bedeutet – einen guten Blick auf Queen Margaret's Cove, ein Wäldchen darunter. Der dreistöckige, quadratische Egyncleugh Tower mit 7,6 Meter Plandiagonale diente als Wohnung für einen Offiziellen der Burg und enthielt einen kleinen Durchgang und eine Zugbrücke in die Burg, die entweder vom Konstabler oder von Anwohnern genutzt wurden.
In der östlichen Kurtine befindet sich eine Hintertüre, die in den 1450er-Jahren eingebaut wurde, und ein weiterer Torweg in der nordöstlichen Ecke, über den Castle Point und die Gull-Crag-Klippen darunter zu erreichen waren. Entlang der Innenseite der Kurtine liegen die Fundamente eines Hofes, 61 Meter × 30 Meter groß, und ein rechteckiges Gebäude, das vermutlich ein Bauernhof oder eine Scheune war. Es diente vermutlich der Verwaltung der Grundherrschaft von Embleton und beherbergte einen Raum für den Buchprüfer und andere Einrichtungen.

### Interpretation

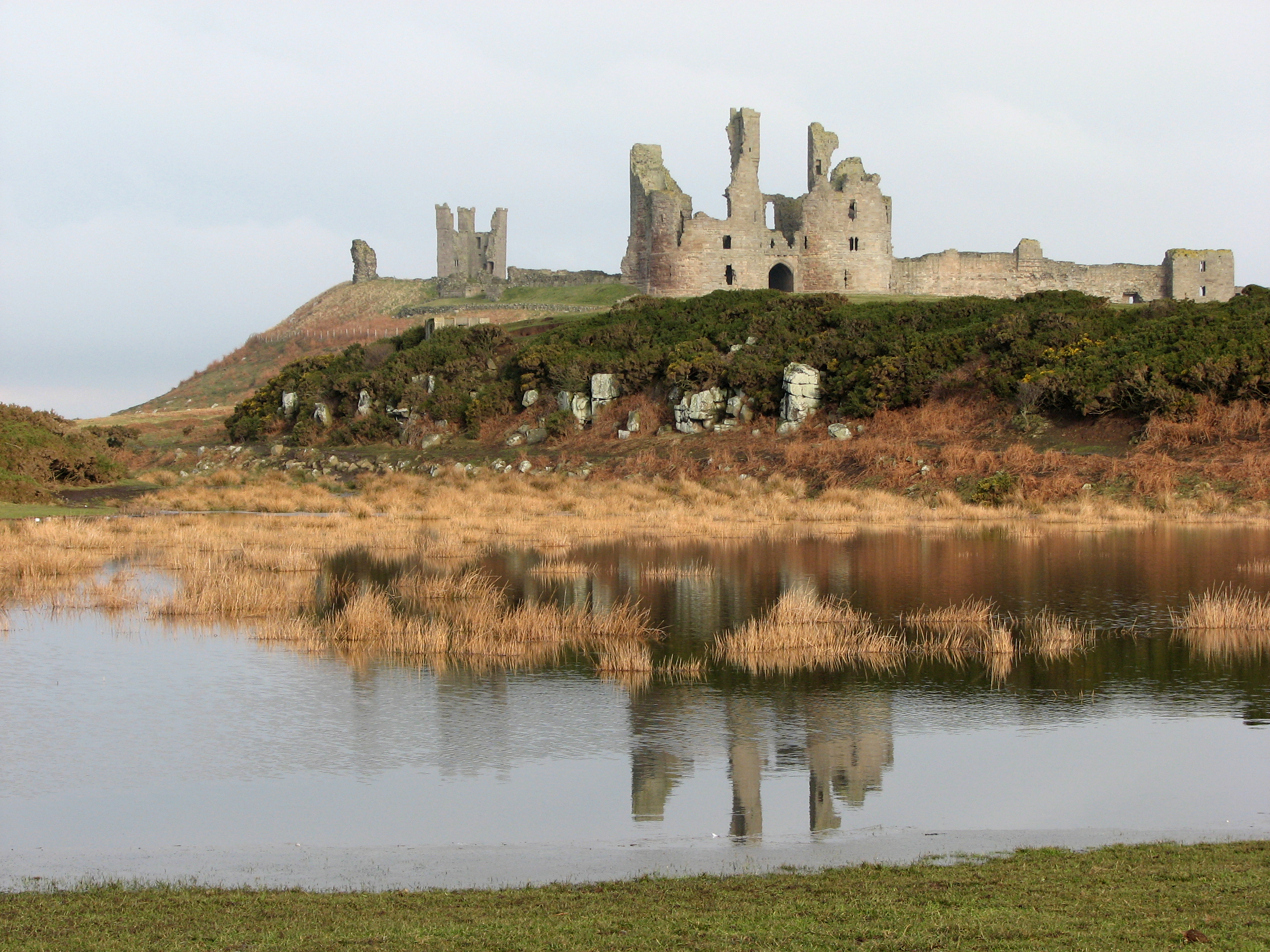
Dunstanburgh Castle spiegelt sich in den Resten des südlichen Teiches

Frühere Analysen von Dunstanburgh Castle beschränkten sich auf dessen Qualitäten als militärische Verteidigungseinrichtung, aber jüngere Arbeiten berücksichtigten auch die symbolischen Aspekte seiner Konstruktion und der umgebenden Landschaft. Auch wenn die Burg als sicherer Rückzugsort für Thomas of Lancaster für den Fall, dass etwas im Süden Englands schiefgehen sollte, gedacht war, so war sie doch „ganz klar kein unauffälliges Versteck“, wie die Untersuchungsgruppe von English Heritage ausgeführt hat: Es war eine spektakuläre Konstruktion inmitten eines großartigen, sorgsam angelegten, mittelalterlichen Landschaftsparks. In den Teichen um die Burg spiegelten sich die Burgmauern und -türme; diese „Meres“ machten Felsvorsprung praktisch zu einer Insel und erzeugten, was die Historiker Oswald und Ashbee als „Ehrfurcht gebietenden und wundervollen Anblick“ bezeichneten.
Die verschiedenen Elemente der Burg wurden auch zur Erzeugung eines besonderen Effektes positioniert. Unüblich war die Ausrichtung des großen Torhauses nach Südosten, weg von der Hauptstraße, sodass seine außerordentlichen architektonischen Details verborgen blieben. Grund dafür mag sein, dass Thomas of Lancaster eigentlich eine neue Siedlung vor der Burg gründen wollte, aber das Torhaus sollte auch vom Hafen aus gesehen werden, wo die meisten älteren Besucher ankommen sollten. Der Lilburn Tower war so positioniert, dass er ganz klar – und provozierend – vom Bamburgh Castle Eduards II., 15 km der Küste hinauf entfernt, sichtbar war. Er erschien für jeden Besucher elegant vom Eingang zum großen Torhaus gerahmt. Er lag auch auf einer Gruppe natürlicher Basaltpfeiler, die – obwohl der Bau darauf schwierig war – seine dramatische Erscheinung und seine Spiegelung in den Teichen vergrößerten.
Der Stil der Burg spielte wohl auf die Artussage an, die damals beliebte Ideale für die herrschende Klasse in England lieferte. Thomas of Lancaster schien Gefallen an der Artussage gefunden zu haben und verwendete das Pseudonym „König Artus“ in seiner Korrespondenz mit den Schotten. Dunstanburgh Castle mit seinem alten Fort in der Mitte, das von Wasser eingerahmt war, mag eine Anspielung auf Camelot gewesen sein und so wiederum für Thomas’ Forderung nach politischer Macht über den strauchelnden Eduard II. Es ähnelte auch trefflich zeitgenössischen Abbildungen von Sir Lancelots Burg Joyous Garde.

## Volkssagen

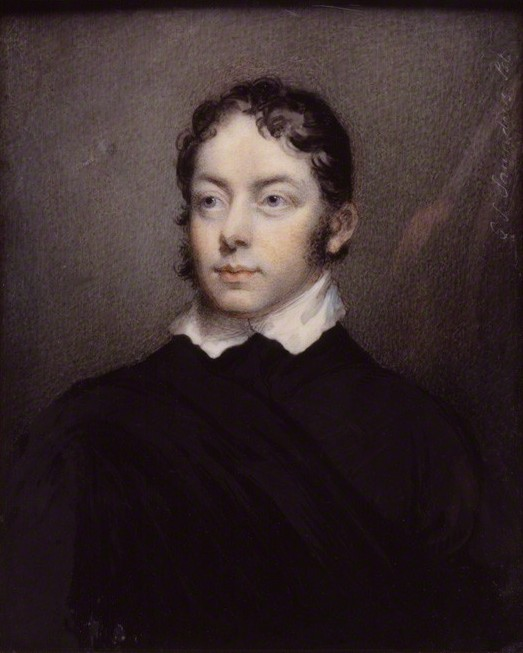
Matthew Lewis, Autor des Gedichtes Sir Guy the Seeker

Dunstanburgh Castle ist spätestens seit Anfang des 19. Jahrhunderts mit der Legende von Sir Guy the Seeker eng verbunden. Verschiedene Versionen der Geschichte unterscheiden sich geringfügig in ihren Details, aber handeln typischerweise von einem Ritter, Sir Guy, der in Dunstanburgh Castle ankommt, wo er auf einen Zauberer trifft, der ihn einlässt. Dort kommt er an einer edlen Frau vorbei, die in einem Kristallgrab eingesperrt ist und von einer schlafenden Armee bewacht wird. Der Zauberer bietet Guy die Wahl zwischen einem Schwert und einem Horn, um die Frau zu befreien. Er entscheidet sich fälschlicherweise für das Horn, das die schlafenden Ritter weckt. Sir Guy findet sich außerhalb von Dunstanburgh Castle wieder und verbringt den Rest seines Lebens damit, einen Weg zurück in die Burg zu suchen.
Es ist nicht klar, wann diese Geschichte zuerst auftauchte, aber ähnliche Geschichten, möglicherweise inspiriert durch die mittelalterliche Artussage, gab es schon in den benachbarten Gemeinden Hexham und Eildon Hills. Matthew Lewis schrieb das Gedicht Sir Guy the Seeker, wodurch die Geschichte 1808 bekannt wurde. Abgewandelte Versionen davon publizierten W. G. Thompson 1821 und James Service 1822. Diese Sage erzählt man sich in der Gegend um die Burg.
Verschiedene andere Sagen über die Burg haben bis heute überlebt. Eine davon erzählt von einem in der Burg eingesperrten Kind, das entkam und den Schlüssel zu seinem Gefängnis auf ein nahegelegenes Feld warf – manchmal mit dem Felsvorsprung nordwestlich der Burg gleichgesetzt –, das von da ab unfruchtbar war. Eine andere Sage handelt von einem Mann namens Gallon, den Margaret von Anjou mit der Bewachung der Burg und ihrer Geschmeide betraute. Er wurde von den Yorkisten gefangen genommen, aber entkam und kam später zurück, um sechs venezianische Gläser zurückzufordern. Die Historikerin Katrina Porteous bemerkte, dass es im 14. Jahrhundert Aufzeichnungen über Steuereinnehmer und Gutsverwalter in der Burg gab, die Galoun hießen, möglicherweise eine Verbindung zu den Ursprüngen des Gallon in dieser Sage.
Es gibt Geschichten über Tunnel von Dunstanburgh Castle nach Craster Tower, Embleton und Proctor Steads, sowie einen Tunnel, der von der Burg aus weit nach Westen führt. Diese Geschichten könnten mit der Existenz eines Abwassersystems um die Burg verbunden sein.